# Загороднюк, Сергей Петрович

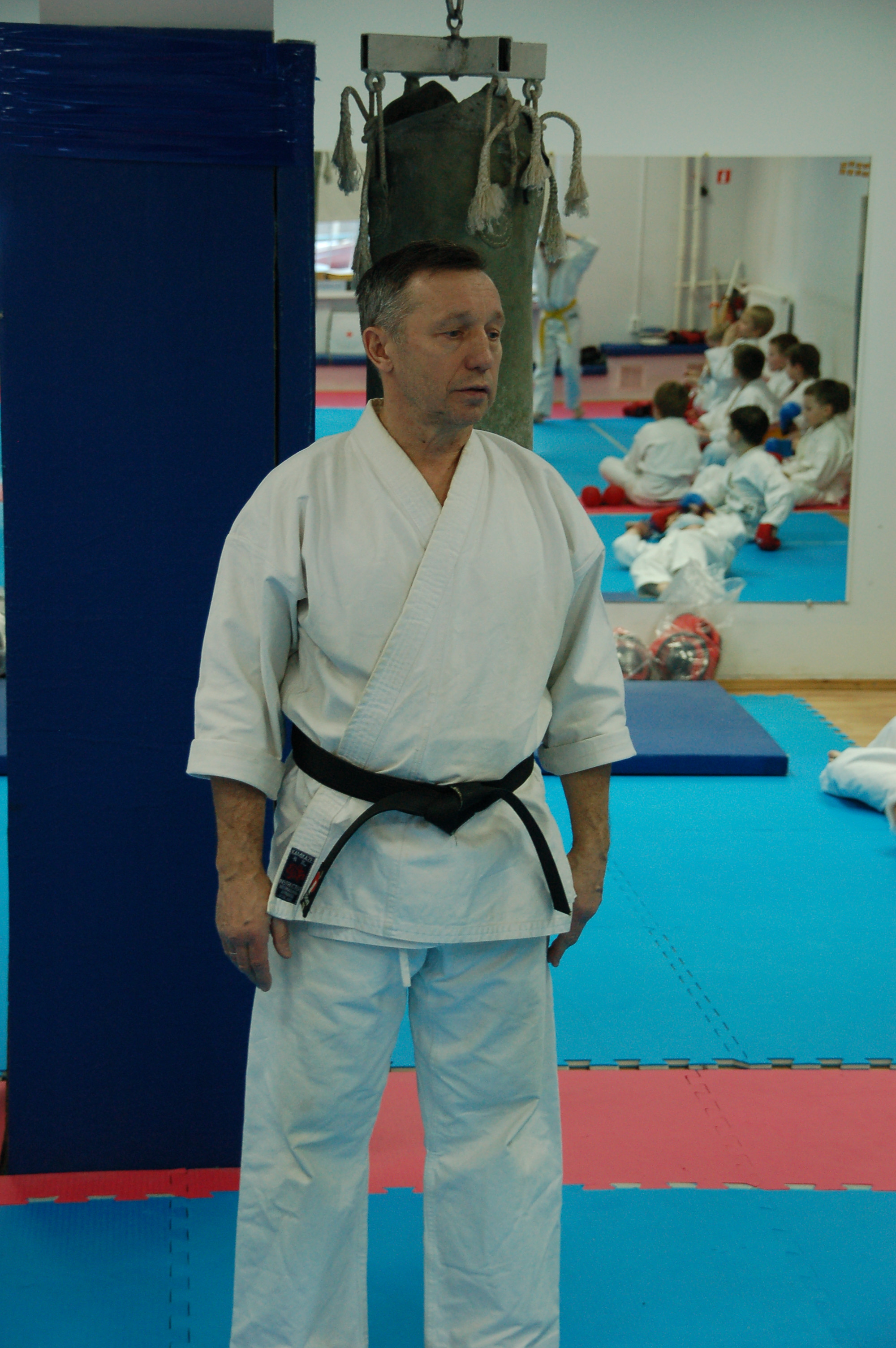

Сергей Петрович Загороднюк — шеф-инструктор Мурманской области Федерации Годзю-рю карате-до. Президент Мурманской городской общественной организации «Федерация карате-до», директор клуба каратэ «Гармония». 5 Дан Годзю-рю, 5 Дан WUKF. Тренер преподаватель, заслуженный тренер боевых искусств, президент Мурманской областной общественной организации «Федерация Го Дзю рю Каратэ До», Представитель ОСОО «Конфедерация Каратэ России» в Мурманской области.
Заслуженный тренер боевых искусств России, Чемпион России 2004—2005 гг. по ката и кумитэ, бронзовый призёр Чемпионата России 2006 г., Серебряный призёр Чемпионата России 2007 г., Чемпион России 2008 г., бронзовый призёр чемпионата мира 2005 г по версии WKC в Сербии и серебряный призёр 2007 г. по версии WUKO в Испании, в ката, серебряный призёр Чемпионата Европы 2009 в Бельгии; бронзовый призёр Чемпионата Мира 2009, Одесса; Серебряный призёр Чемпионата Европы 2010 в Португалии; Серебряный призёр Чемпионата Мира 2011 в Линьяно, Италия; Серебряный призёр Чемпионата Мира 2013 в Бухаресте.
Тренер преподаватель, заслуженный тренер боевых искусств, президент Мурманской областной общественной организации «Федерация Го Дзю рю Каратэ До», Представитель ОСОО «Конфедерация Каратэ России» в Мурманской области.
Загороднюк Сергей Петрович, 1954 года рождения. «Коренной» Мурманчанин, занимается каратэ с 1974 года, с 1980 года тренер — преподаватель по каратэ, активно участвует в организации спортивных мероприятий, соревнований, семинаров, показательных выступлений, пропагандируя занятия спортом среди молодежи. Выступает сам на соревнованиях разного уровня, и добился высоких результатов:
 Чемпионат и первенство Северо-Западного округа России в Санкт-Петербург, по ката 23 декабря 2001года — 4 место среди мужчин до 36 лет.
 Первый чемпионат России по стилевому каратэ WKC в городе Санкт-Петербург 1 марта 2003 года, 5 место по ката среди мужчин до 36 лет.
 Второй чемпионат России по стилевому каратэ в городе Санкт-Петербург 5 декабря 2004 года, 2 место по кумитэ, 1 место по ката среди ветеранов старше 36 лет.
 Третий Чемпионат России по стилевому каратэ в городе Москва 30 апреля 2005 года, 1 место по кумитэ, 3 место по ката среди ветеранов.
 Бронзовый призёр Чемпионата Мира (WKC) в г. Новый Сад, Сербия 8-10.10.2005 г. 3 место по катасреди ветеранов.
 Четвёртый Чемпионат России Москва 16.04.2006 г.по стилевому каратэ, 3 место по ката среди ветеранов.
 Чемпионат Европы по WKC (Мировая Конфедерация Каратэ) Словакия, г. Братислава 03.06.2006 г. 4 место по ката среди ветеранов.
 Открытый Кубок W.D.K.B.A. 01.05.2006 г., Мурманск 1 место по ката каратэ, абсолютная категория.
 Открытое Первенство и Чемпионат г. Мурманска памяти Героя России Тимура Апакидзе 12.11.2006г — 1 место по ката среди ветеранов.
 Кубок России по стилевому каратэ г. Москва 03.12.2006 г. 2 место по ката среди мужчин 18 — 39 лет.2 место по ката среди ветеранов.
 Чемпионат России по стилевому каратэ WUKO (Всемирный Союз Организаций Каратэ) г. Москва 29.04.2007 г. 3 место по ката среди мужчин 18 — 39 лет.
 Серебряный призёр Чемпионата Мира по каратэ WUKO 20 — 24.06.2007 г. Испания, Валенсия — 2 место по ката среди ветеранов.
 Кубок России по стилевому каратэ WUKO 15 — 16.12.2007 г. Санкт-Петербург — 3 место по ката среди мужчин 18-35 лет, 3 место по ката среди ветеранов 36 и старше.
 Чемпионат России по стилевому каратэ WUKO 23.02.2008 г. г. Москва, Колонтаево — 1 место по ката среди ветеранов.
 Серебряный призёр Чемпионат Европы г. Льеж, Бельгия по стилевому каратэ WUKO 23-25.05.2008 г. 2 место по ката среди ветеранов.
 Бронзовый призёр Чемпионата Мира г. Одесса, Украина по стилевому карате в 2009 году
 Серебряный призёр Чемпионата Европы г. Сантарем, Португалия по ката Го Дзю рю в 2010
 Серебряный призёр Чемпионата Мира г. Линьяно, Италия по ката Го Дзю рю в 2011 году.
 Серебряный призёр Чемпионата Мира г. Бухарест, Румыния среди ветеранов в 2013 году.
Сергей Петрович Загороднюк — лауреат фестиваля «Звёзды спорта» 2004, 2005, 2006, 2007 г.г. в номинациях «Лучший тренер», «Лучший Спортсмен-ветеран». Награждён знаком «Спортивная доблесть» (знак № 00053). Награждён знаком «Ветеран спорта города-героя Мурманска» (знак № 00133). Лауреат знака «За заслуги в развитии физической культуры и спорта» (знак № 57). Тренер-преподаватель по Каратэ, чёрный пояс, 5 дан WUKO (Всемирный Союз Организаций Каратэ, сертификат № 397). Заслуженный тренер Боевых искусств (уд .№ 35, знак № 05).
Участие в вышеперечисленных международных соревнованиях в составе сборной Конфедерации Каратэ России были включены в календарный план и являются официальными, имеются выписки протоколов по результатам, представленные в Комитет по физической культуре и спорту г. Мурманска